# Carlo Ambrogio Lonati
Carlo Ambrogio Lonati (også Lunati, født ca. 1645 i Milano, død sandsynligvis mellem 1710 og 1715 samme sted) var en italiensk komponist, violinist og sanger.

## Biografi
Lonati var violinist ved vicekongen af Napolis hof fra 1665 til 1667, hvor han også tog roller i operaer. Derefter arbejdede han ti år som koncertmester og sanger ved Christina af Sveriges hof i Rom. Her traf han Alessandro Stradella og Lelio Colista. Lonato samarbejdede med Stradella også senere i Genova. I Rom komponerede han talrige violin- og triosonater som blev forbilleder for Arcangelo Corelli og Henry Purcell. I lighed med Corelli underviste Lonati den unge Francesco Geminiani. Francesco Maria Veracini betegnede i 1760 Lonati som den mest virtuose violinist i sit århundrede.

## Værker
Instrumentalværkerne er bevarede i manuskriptform, blandt dem er nogen triosonater og 12 Sonate per violino e basso continuo tilegnet kejser Leopold I, blandt andet med en 600 takters Ciacona. Seks af disse værker er noteret i skordatur. Via Johann Georg Pisendel kom denne sonatesamling til Dresden, hvor originalene forsvandt i 1945. Lonati var lidet interesseret i at få sine værker trykt, og Veracini citerer ham for, at grunden var, at han ikke ville, at de skulle falde i hænderne på personer, som "knapt nok kunne forstå klokken".

### Operaer
- Amor stravagante (Libretto nach Giovanni Filippo Apollonis Amor per vendetta o vero L'Alcasta), 1677 Genua, Teatro Falcone
- Amor per destino (Libretto nach Nicolò Minatos Antioco), 1678 Genua
- Ariberto e Flavio, regi de Longobardi (Libretto von Rinaldo Cialli), 9. Dez. 1684 Venedig, Teatro S. Salvatore.[1]
- Enea in Italia (Giacomo Francesco Bussani), 1686 Mailand, Regio Teatro Nuovo
- I due germani rivali, 1686 Modena, Teatro Fontanelli
- Scipione africano (Libretto von Nicolò Minato), 1692 Mailand, Regio Teatro; sammen med Paolo Magni
- L'Aiace (Libretto von Pietro d'Averara), 1694 Mailand, Regio Teatro; sammen med Paolo Magni og Francesco Ballarotti